# دیو اگرز
دیو اگرز (انگلیسی: Dave Eggers؛ زادهٔ ۱۲ مارس ۱۹۷۰) یک نویسنده، ویراستار، فیلم‌نامه‌نویس، پدیدآور، و رمان‌نویس اهل ایالات متحده آمریکا است. وی برنده جوایزی همچون جایزه مدیسی، جایزه ایمپک دوبلین و جایزه کتاب لس‌آنجلس تایمز شده است.
اگرز علاوه بر نویسندگی، مؤسس مجله مک‌سوئینیز است.

## آثار
بیشتر کتابهای دیو اگرز به فارسی ترجمه شده اند. برخی از این کتابها عبارتند از:
- زیتون، ترجمه بابک مظلومی، کتاب نشر نیکا
- چگونه گرسنه هستیم، ترجمه بابک مظلومی، کتاب نشر نیکا
- زبانه های خشم، ترجمه زروان بختیار، کتابسرای نیک